# Olijfrugsfenops
De olijfrugsfenops (Sphenopsis frontalis synoniem: Hemispingus frontalis) is een zangvogel uit de familie Thraupidae (tangaren).

## Verspreiding en leefgebied
Deze soort telt 5 ondersoorten:
- S. f. ignobilis: westelijk Venezuela.
- S. f. flavidorsalis: noordwestelijk Venezuela.
- S. f. hanieli: noordelijk Venezuela.
- S. f. iteratus: noordoostelijk Venezuela.
- S. f. frontalis: Colombia, Ecuador en Peru.